# Nyahururu
Nyahururu est une ville du Kenya, à l'est de Nakuru. Elle fait partie du district de Laikipia, dans l'ancienne province de la vallée du Rift. Sa population est de 25 000 habitants. Son nom provient d'un mot de la langue des Maasaï, e-naiwurruwurr, qui signifie « chute d'eau » ou « endroit venté » ou bien encore « lieu des tempêtes », en référence aux chutes de Thomson, situées sur la rivière Ewaso Narok, qui prend sa source dans la chaîne de montagnes Aberdare.

## Religion
Nyahururu est le siège d'un évêché catholique créé le 5 décembre 2002.

## Personnalités liées à la commune
- Julius Kariuki (1961-), champion olympique du 3 000 m steeple en 1988.
- Samuel Wanjiru (1986-2011), champion olympique du marathon en 2008, né et décédé dans la commune.